# ورزشگاه ملی مانه گارینشا
ورزشگاه ملی مانه گارینشا (به پرتغالی: Estádio Nacional Mané Garrincha) ورزشگاهی در شهر برازیلیا در کشور برزیل است.
این ورزشگاه که در سال ۱۹۷۴ ساخته شده‌است، ۶۹٬۳۴۹ نفر ظرفیت دارد. همچنین بخشی از مسابقات فوتبال بازی‌های المپیک تابستانی ۲۰۱۶ در این ورزشگاه برگزار شده‌است.

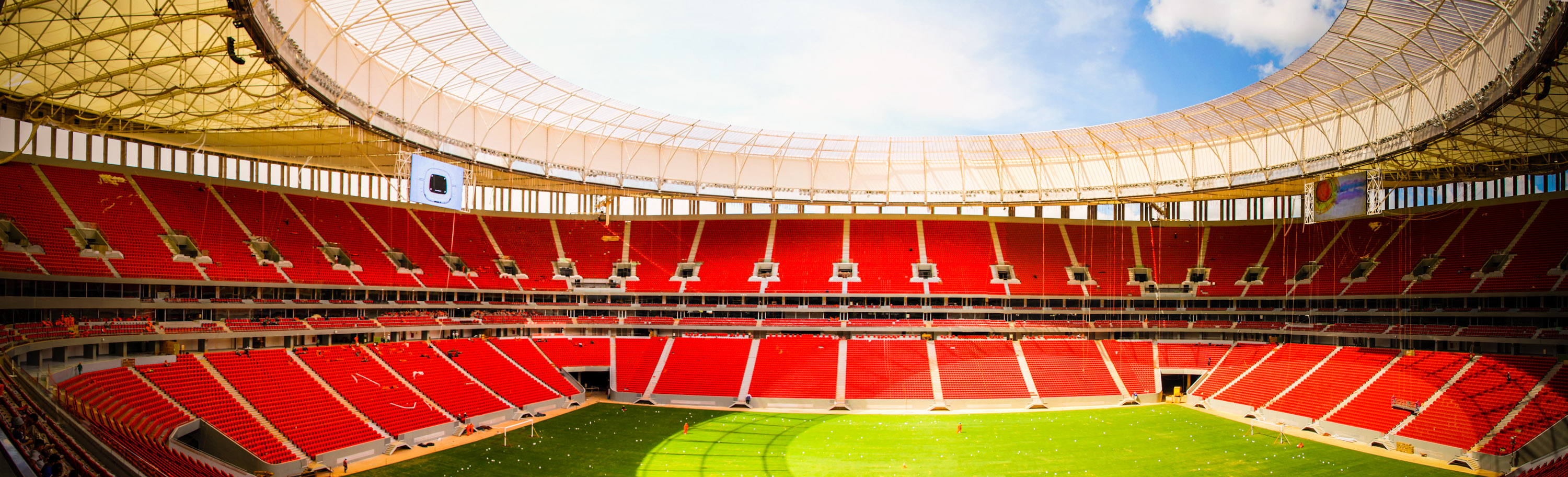